# 馬卡羅阿島
馬卡羅阿島（Makaroa）是法屬玻里尼西亞甘比爾群島的一個島嶼，位於芒阿雷瓦島南側8.5公里處，由甘比尔市镇管辖。馬卡羅阿島長約1.3 km（1 mi），是一個無人島。

## 外部連結
- 塔希提岛旅游 - 地图